# みうらじゅんのマイブームクッキング
みうらじゅんのマイブームクッキングは、食と旅のフーディーズTVにて2012年まで放送されていたバラエティ番組である。

## 概要
- 料理はド素人であるみうらじゅんが見よう見まねで料理に挑戦する番組。架空のレストラン「キッチンマイブーム」を舞台とし、みうらじゅんがマスター、常連客ウクレレえいじがゲストを迎える形式である。ゲストはみうらじゅんに縁のあるミュージシャン、文化人、芸人等、「サブカル人脈」が中心である。よって、料理番組でもあり、トーク番組でもある。
- みうらじゅんは料理を「自分に一番遠い存在なのが料理」「興味がない」としており、「大してうまくない料理を作ってもらった時、何を言うべきか」「作る立場になったら少しは理解できるのではないか」と企画意図を説明[1]。番組スタッフも「味の保証はされませんが」「料理を作ったことがない人でも勇気をもらえる番組」と紹介している[1]。

- スカパー!などの有料チャンネルを除く地上波放送では、北海道放送とテレビ神奈川で番組を放送していた。[2][3]

- 2011年5月に番組DVD（販売：アニプレックス）[4]、2011年9月に公式レシピ本（角川書店）が発売された[5][6]。

## 出演者
- みうらじゅん
- ウクレレえいじ
- 東海林舞（ナレーション）

## 放送リスト

### シーズン1
| 回     | 料理               | ゲスト             |
| ------ | ------------------ | ------------------ |
| 第1回  | イカの生姜焼き     | ウクレレえいじ     |
| 第2回  | オムライス         | スチャダラパー     |
| 第3回  | 京都のたぬきうどん | 安齋肇             |
| 第4回  | 酢ぶた             | リリー・フランキー |
| 第5回  | ハンバーグ         | MEGUMI             |
| 第6回  | カルボナーラ       | いとうせいこう     |
| 第7回  | キーマカレー＆ナン | 泉麻人             |
| 第8回  | とんかつ           | 高見沢俊彦         |
| 第9回  | 親子丼             | 猫ひろし           |
| 第10回 | 天丼               | 山田五郎           |
| 第11回 | 餃子               | 田口トモロヲ       |
| 第12回 | 総集編             | －                 |

### シーズン2
| 回     | 料理                   | ゲスト               |
| ------ | ---------------------- | -------------------- |
| 第1回  | 飛騨牛のコロッケ       | 清水ミチコ           |
| 第2回  | 麻婆茄子               | 松尾貴史             |
| 第3回  | ショートケーキ         | 峯田和伸（銀杏BOYZ） |
| 第4回  | マカロニグラタン       | チョー               |
| 第5回  | ピザ（ハーフ＆ハーフ） | ジャガー             |
| 第6回  | 参鶏湯                 | 人間椅子             |
| 第7回  | 焼飯                   | Ryo（ケツメイシ）    |
| 第8回  | ジャージャー坦々麺     | 井筒和幸             |
| 第9回  | 皿うどん               | 大槻ケンヂ           |
| 第10回 | もつ鍋                 | 久住昌之             |
| 第11回 | 生春巻・トムヤムクン   | パックンマックン     |
| 第12回 | 寿司                   | 高田文夫             |

## スタッフ
- 企画：みうらじゅん
- ナレーション：東海林舞
- スチール：永田章浩
- MA：宮下友昭
- 協力：みうらじゅん事務所、月島カフェ、小原株式会社
- ディレクター：加藤ゆり子、街風統雄
- プロデューサー：原田俊英、高橋俊之、西秀一郎
- 製作著作：IMAGICA TV、TBS SERVICE、Discberry.com